# Microcebus marohita
Microcebus marohita (lémur ratón marohita) es una especie de lémur ratón exclusiva del Bosque Marohita (Madagascar oriental), cercano al pueblo de Marolambo. Los primeros especímenes fueron hallados en diciembre de 2003, y su descubrimiento como nueva especie fue anunciado en 2013, junto con el Microcebus tanosi. Es un lémur ratón grande, que llega a pesar 89 gramos, y muy similar a las especies M. lehilahytsara, M. simmonsi y M. rufus.

## Taxonomía y filogenia
Los primeros especímenes de esta especie fueron recogidas por el biólogo Rodin Rasoloarison durante su trabajo de campo en diciembre de 2003, y fueron preparados como especímenes biológicos, incluyendo pieles, cráneos, y muestras de tejido, para lo que requirió permisos del gobierno de Madagascar. Fue descrito junto al Microcebus tanosi en 2013 por Rasoloarison y otros investigadores (David Weisrock, Anne Yoder, Daniel Rakotondravony, y Peter M. Kappeler) usando la técnica del análisis molecular. Pertenece al género Microcebus dentro de la familia Cheirogaleidae. El holotipo fue recogido el 2 de diciembre de 2003 en el Bosque Marohita. El nombre de la especie, marohita, hace referencia precisamente a este bosque, y significa "muchas vistas" en la lengua Malagasy.
A pesar de ser pariente cercano de M. lehilahytsara, M. simmonsi y M. rufus, Rasoloarison et al. indicaron que no había flujo genético entre estas cuatro especies. La población del bosque Marohita está considerada una especie distinta utilizando el concepto de metapoblacion.

## Descripción física
La piel de la región posterior del lémur ratón marohita es rojiza y tiene una raya dorsal difícil de vislumbrar. El vientre suele ser beige grisáceo. Mide entre 275 y 286 mm.
Es un lémur ratón excepcionalmente grande, pesando hasta 89 gramos; según los especímenes recogidos, la hembra puede ser un 20% más pesada.

## Comportamiento
Actualmente, no contamos con datos sobre su comportamiento, ecología o reproducción.

## Estado de conservación
Su estado de conservación fue calificado en 2012 de vulnerable según la Unión Internacional para la Conservación de la Naturaleza (IUCN), antes de ser formalmente descrito, pues su única zona de hábitat se había degradado entre 2003 y 2012. Posteriormente, se le ha incluido en la categoría de Críticamente Amenazado en 2014.